# 西安路
西安路（せいあんろ、シーアンルー、Xī'ānlù)は中華人民共和国・遼寧省大連市の沙河口区にある道路の名称。大連市区の西部に新しくできたショッピング街であり、青泥窪橋と並ぶ賑わいを見せている。

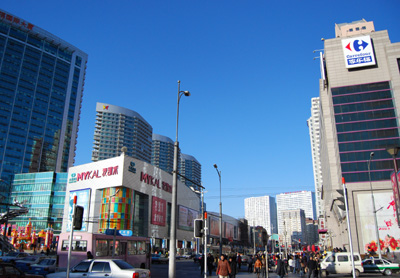
中国・大連の西安路ショッピング街。左にマイカル西安路店と羅斯福モールとマンション、遠くに福佳新天地マンション、右にカルフール西安路店などが見える。

## 概要
西安路は中華人民共和国・遼寧省大連市の沙河口区にある道路の名前で、大連市区の西部に新しくできたショッピング街があり、青泥窪橋と並ぶ賑わいを見せている。
現在は、華北路の終点にあたる沙河口火車站（沙河口駅)から興工街(こうこうがい、簡体字: 兴工街、シンゴンジェ、拼音: xīnggōngjiē）交差点、黄河路(こうがろ、ホワンハールー、huánghélù)交差点、解放広場（かいほうひろば、ジェーファングアンチャン、簡体字: 解放广场、拼音: jiěfàngguǎngchǎng）交差点を経て馬欄河（ばらんがわ、簡体字: 马栏河、拼音: mǎlánhé）までに至る南北に伸びる道路のことで、距離にして2.1kmの範囲である。
将来的には、馬欄河を超えて大連のメインストリートである中山路に近接する和平広場エリアまで延伸させて、星海広場などのエリアとのアクセスの利便性を高める予定。（現在、西安路エリアから星海広場に行くには、解放広場交差点から太原街を通り、中山路の和平広場を通過する方法で若干迂回する形。）

## 歩み
1899年に開かれた大連市の中でも、天津街や青泥窪橋と並んで、20世紀初頭からの100年近い歴史を誇る繁華街である。
- 20世紀前半、ここは「大正通り」と呼ばれていて、現在の路面電車2路線以外に、中山路から五一路を経て西安路で終わる路線もあり、北は金州から沙河口駅まで来る金大道路になっていて、交通便利なところであった。 [1]

戦後大きな変化を始めたのは20世紀の終わり頃からで、1997年にマレーシア資本のデパートであるパークソン（百盛、Parkson)がオープンしたのを皮切りに、
- 2000年 フランス資本のスーパーマーケットの家楽福(カルフール、Carrefour)オープン。
- 2001年 カルフールが入居する大型ショッピングセンター・錦輝商城(現・錦輝購物広場、サンライズショッピングセンター)がオープン。 [2]
- 2002年 大連市西部屈指の大型水産品市場である長興市場がオープン。
- 2003年 長興市場の建物の1～4階にPCやAV製品など数多くの製品を扱う大連電子城(現・長興電子城)がオープン。

と、立て続けに発展を続けていったが、今や大連市の西部エリア最大の繁華街を決定づけたのは、
- 2005年 アメリカ資本のスーパーマーケット・沃爾瑪(ウォルマート、WALMART)や高級百貨店・友誼商城が入居する福佳新天地広場(福佳新天地購物広場)、そして時を同じくして、旧・日本の資本のスーパーマーケット・麦凱楽(マイカル、MYKAL)が入居する敷地面積約19万m2の天興羅斯福広場(ルーズベルト広場)の2大超大型ショッピングスポットができたことである。

## 現在の発展
前述した福佳新天地広場、天興羅斯福広場の2大超大型ショッピングスポットができて、その階上に高級高層マンションが建てられたことで、大連を代表する高級マンションエリアの1つとなり、現在日本人を始めとして多くの外国人が生活している。

## 西安路にあるショッピングスポット
- 錦輝購物広場(カルフール、ケンタッキー・フライドチキン、マクドナルド@24時間営業)
- 福佳新天地広場(ウォルマート、蘇寧電器、友誼商城、マクドナルド@24時間営業)
- 天興羅斯福広場(マイカル、国美電器、ユニクロ、SEPHORA、ZARA)
- 民勇嘉泰広場(蘇寧電器、ケンタッキー・フライドチキン、吉野家、ピザハット)
- パークソン
- 君安大厦(国美電器)
- 長興市場(長興電子城)
- 科技広場(温州商城)
- 機車商厦

## 西安路にある高級マンション
- 天興羅斯福マンション(A～C棟)
- 福佳新天地マンション(A～G棟)
- 宝発金鑽(パークソンの階上、2007年～)
- 民勇2005マンション(民勇嘉泰広場の階上)
- 科技広場
- 西安路マンション

これらのマンションには、中国でも最近多く登場しているワンルームマンションを多く備えている。